# 222. strelska divizija (ZSSR)
222. strelska divizija (izvirno rusko 222. стрелковая дивизия; kratica 222. SD) je bila strelska divizija Rdeče armade v času druge svetovne vojne.

## Zgodovina
Divizija je bila ustanovljena aprila 1941 v Starodubu.